# Joshua Norman Haldeman
Pour les articles homonymes, voir Haldeman.
Joshua Norman Haldeman était un leader canadien du mouvement technocratique et le père de Maye Musk ainsi que le grand-père maternel d'Elon Musk. Il était également un des premiers chiropracteurs canadiens.

## Biographie
Joshua Norman Haldeman est né le 25 novembre 1902 à Pequot, dans le Minnesota. Sa famille déménage en 1907 au Canada, en Saskatchewan. Sa mère est la première personne à exercer la chiropraxie au Canada.
Il devient chiropracteur puis, après quelques années, change provisoirement de travail pour devenir agriculteur. Mais la Grande Dépression, associée à une période de sécheresse, le conduit à la faillite. Il perd sa ferme. ll devient un membre fervent de la Fédération du Commonwealth coopératif, qui regroupe divers groupes socialistes, ouvriers et agricoles en faveur d'une plus grande implication de l'État dans l'économie afin d'aider les plus démunis frappés par la crise. Il devient le président de ce parti politique au milieu des années 1930.
En 1936, il s'installe à Regina et devient l'un des dirigeants jusqu'en 1941 du mouvement technocratique, qui affirme que la démocratie a échoué en tant que philosophie politique et doit être remplacée par le gouvernement d'une petite élite d'experts en sciences,. D'abord chef local dans sa région du Saskatchewan, il en devient le plus haut responsable du Canada.
Il reprend ensuite son métier de chiropracteur, ce qui va lui permettre d'acheter une maison d'une vingtaine de pièces où il s'installe avec sa femme et ses quatre enfants. Ses affaires florissantes lui permettent même d'acquérir un avion personnel.
Son parti est interdit pendant la Seconde Guerre mondiale par le gouvernement canadien. En effet, le mouvement technocratique s'est déclaré « catégoriquement opposé à la conscription des ressources en hommes du Canada pour toute guerre ailleurs que sur ce continent », et l'un de ses fondateurs, Howard Scott, s'est vanté que le mouvement technocratique était suffisamment puissant pour le Canada ne puisse entrer en guerre « sans la permission de cette organisation ». En réaction, en 1940, le gouvernement canadien fait appel aux compétences étendues que lui confère la Loi sur les mesures de guerre, également mobilisée pour interdire les principaux partis communistes et fascistes du pays : il déclare que le mouvement technocratique est un danger pour la sécurité nationale. Le 7 octobre 1940, Haldeman est ainsi arrêté par la gendarmerie royale du Canada à Vancouver pour « appartenance à une organisation illégale ». Le 12 octobre, il est libéré sous caution dans l'attente de son procès. Le 23 octobre, le tribunal de police de Regina le condamne, au choix, à une amende de 100 dollars (plus les frais de justice) ou deux mois d'emprisonnement.
En 1941, Haldeman quitte le mouvement technocratique après que son bureau central, basé à New York, ait changé sa politique, passant d'une « opposition sans équivoque au communisme, au fascisme, au nazisme et au socialisme » à une « collaboration économique et militaire complète avec la Russie soviétique » après l'invasion de l'URSS par Hitler. D'après leur gendre, Haldeman et sa femme « soutenaient Hitler et tout ce genre de choses ».
Il crée ensuite son propre parti politique, « Guerre Totale et Défense », qui remporte peu de succès. En 1944, il rejoint le Parti Crédit Social, issu également des tourments de la Grande Dépression, et qui prône une sorte de revenu de base universel. En 1945, il est élu chef local du parti provincial et un an plus tard, il est nommé président du conseil national, plus haut poste du parti. En 1946, le parti connaît un coup dur lorsqu'il est révélé que sa branche québécoise a publié des extraits des Protocoles des Sages de Sion. Lui-même exprime des opinions antisémites, affirmant par exemple que les Juifs ont créé l’antisémitisme pour s'attirer de la sympathie, et il déclare que les Protocoles sont réels ; selon lui, le plan qu'ils décrivent « s’est rapidement déployé au cours de la période d’observation de cette génération ».
Il déménage en Afrique du Sud en 1950, probablement séduit par l'apartheid après avoir rencontré un ministre anglican d'Afrique du Sud lors d'une foire commerciale internationale à Toronto. Il affirme que le gouvernement sud-africain l'a encouragé à venir s'installer dans le pays en raison de ses positions antisémites : Haldeman professait que l'Afrique du Sud avait pour vocation de diriger la « civilisation chrétienne blanche » dans sa lutte contre la « conspiration internationale » des banquiers juifs et les « hordes de personnes de couleur » qu’ils contrôlaient. Le journal d'extrême droite Die Transvaler qualifie son arrivée en Afrique du Sud de victoire pour l'apartheid en termes de relations publiques.
Son fils Scott Haldeman est un chiropracteur influent.
Il a écrit un pamphlet antisémite intitulé La Conspiration internationale pour établir une dictature mondiale et la menace pour l'Afrique du Sud (The International Conspiracy to Establish a World Dictatopship & The Menace to South Africa),.
Le 13 janvier 1974, il meurt à Pretoria des suites d'un accident d'avion.

## Résultats électoraux

### Élections fédérales
| 1945 |             | Crédit social | Prince Albert | 847  | 4,38 | 4e | Battu |
| 1949 | Lake Centre | Crédit social | 856           | 4,71 |      | 4e | Battu |

### Élections provinciales
| 1948 |  | Crédit social | Yorkton | 1 792 | 20,26 | 3e | Battu |